# Walter Schmitt (Politiker, 1918)
Walter Schmitt (* 23. Dezember 1918 in Mühlheim am Main; † 9. Januar 2007 ebenda) war ein deutscher Politiker (SPD).

## Leben
Schmitt arbeitete seit 1945 in der Kreisverwaltung des Landkreises Offenbach und war dort zuletzt Leiter eines Dezernates.
Schmitt war Mitglied der SPD. Er gehörte der Mühlheimer Stadtverordnetenversammlung an, war Kreistagsabgeordneter und vom 1. Juni 1964 bis zum 29. Mai 1982 Landrat des Landkreises Offenbach.
Ihm wurde die Ehrenbürgerschaft der Stadt Mühlheim verliehen.